# مهمت اکور
مهمت اکور (به انگلیسی: Mehmet Okur) (زاده ۲۶ می ۱۹۷۹) بسکتبالیست حرفه‌ای ملی‌پوش اهل ترکیه، که در پست فروارد قدرتی بازی میکرد و هم اکنون از بسکتبال خداحافظی کرد است. او درسال 2004 به همراه تیم دیترویت پیستونز به فینال لیگ NBA رسیدند و قهرمان NBA شدند.او در جام جهانی بسکتبال در سال 2010 به همراه تیم ملی بسکتبال ترکیه به عنوان دومی دست یافت . او در NBA برای تیم هایی مانند دیترویت پیستونز، یوتا جاز، و بروکلین نتس به میدان رفته است.
او در سال ۲۰۰۱ در رتبه ۳۷ در قرعه‌کشی سالیانه ان بی ای به تیم دترویت پیستونز تعلق گرفت.